# Chwaszczyno
Chwaszczyno (deutsch Quaschin, kaschubisch Chwaszczëno) ist ein Dorf und Sołectwo (Schulzenamt) der Stadt-und-Land-Gemeinde Żukowo im Powiat Kartuski der Woiwodschaft Pommern in Polen. Es war Sitz einer gleichnamigen Landgemeinde.

## Geographie
Der Ort liegt im Norden der Gemeinde und grenzt im Osten an die Städte Gdynia (Gdingen) und Danzig (Stadtbezirk Osowa (Espenkrug)). Das Stadtzentrum von Sopot (Zoppot) ist neun Kilometer entfernt.

## Geschichte

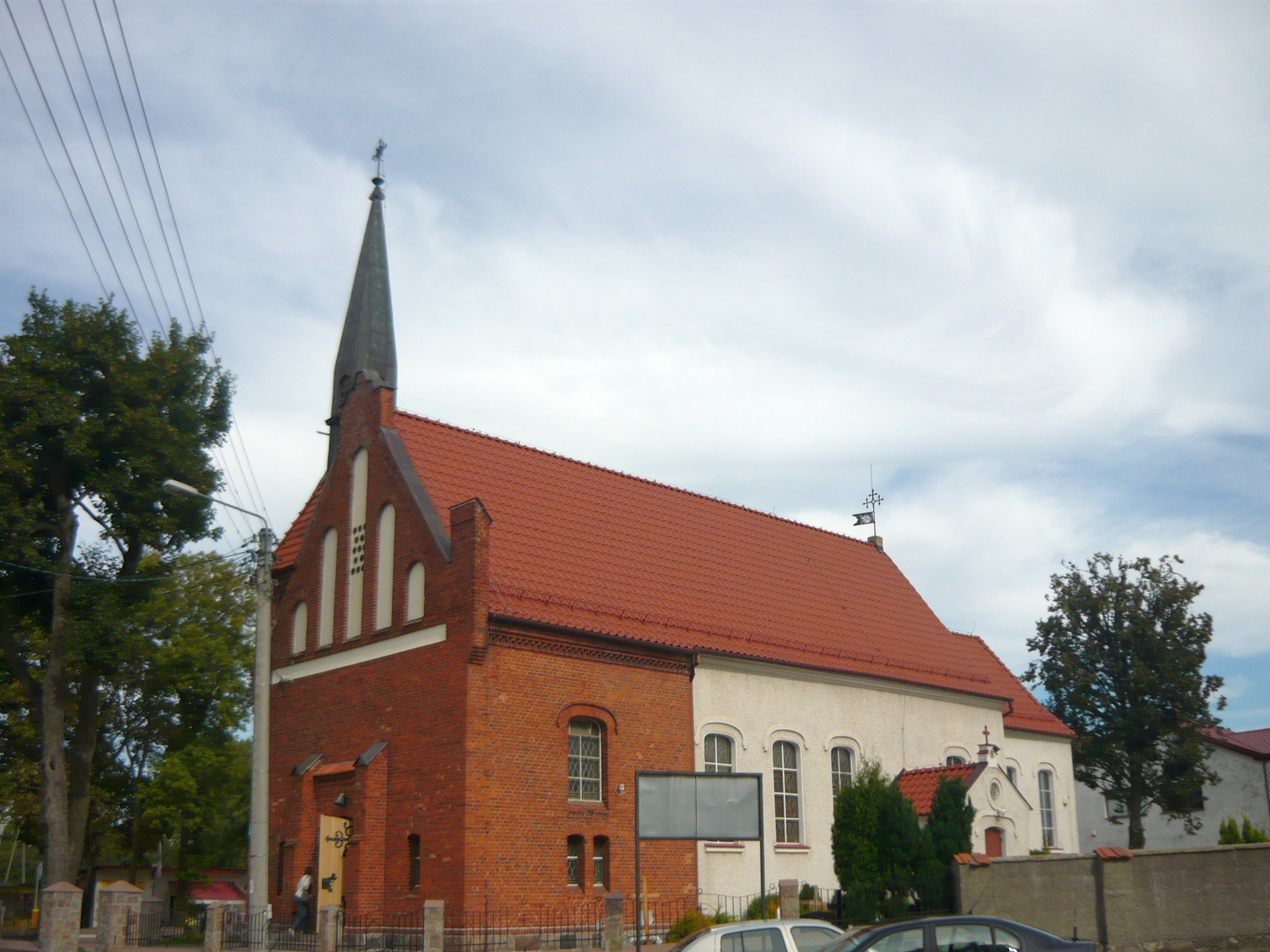
Ansicht der alten Kirche

Die Landgemeinde Quaschin wurde am 20. Oktober 1897 mit dem gleichnamigen Gutsbezirk vereinigt. Letzterer galt als Wohnplatz der Gemeinde.
Als Teil des Polnischen Korridors kam Chwaszczyno 1920 zu Polen und wurde am 1. Januar 1927 in den Powiat morski eingegliedert. Durch den Überfall auf Polen 1939 kam das Gebiet des Korridors völkerrechtswidrig an das Reichsgebiet und wurde dem Reichsgau Danzig-Westpreußen zugeordnet. Am  25. Juni 1942 erfolgte eine Umbenennung in Quassendorf. Gegen Ende des Zweiten Weltkriegs besetzte im Frühjahr 1945 die Rote Armee das Kreisgebiet und übergab es an die Volksrepublik Polen. Die deutsche Minderheit wurde ausgewiesen.
In den Jahren von 1975 bis 1998 gehörte Chwaszczyno administrativ zur Woiwodschaft Danzig, der Powiat war in diesem Zeitraum aufgelöst.

### Demographie
| Jahr | Einwohner | Anmerkungen |
| ---- | --------- | --- |
| 1818 | 273       | davon 122 im königlichen Dorf, 96 auf dem Erbpachtgut und 55 auf sieben Einödhöfen; davon 122 (ein Lutheraner, 121 Katholiken) im königlichen Dorf, 96 (fünf Lutheraner, 91 Katholiken) auf dem königlichen Erbpachtgut und 55 (13 Lutheraner, 42 Katholiken) auf dem königlichen Quaschiner Einödhof-Siedlungskomplex |
| 1852 | 532       | davon 287 im Dorf und 245 auf dem Vorwerk |
| 1864 | 716       | am 3. Dezember, davon 296 im Gutsbezirk und 420 im Gemeindebezirk |
| 1867 | 780       | am 3. Dezember, davon 457 im Dorf und 323 im Gutsbezirk |
| 1871 | 778       | am 1. Dezember, davon 466 (38 Evangelische, 428 Katholiken) im Dorf und 312 (17 Evangelische, 294 Katholiken, ein sonstiger Christ) im Gutsbezirk |
| 1985 | 789       | davon 474 im Dorf und 315 im Gutsbezirk |
| 1905 | 942       | [ 2 ] |
| 1910 | 1003      | am 1. Dezember |

Von 1998 bis 2021 wuchs die Einwohnerzahl des Orts um 172,4 Prozent.
| Jahr      | 1998 | 2002 | 2009 | 2011 | 2021 |
| --------- | ---- | ---- | ---- | ---- | ---- |
| Einwohner | 1692 | 2538 | 2937 | 3396 | 4609 |

## Gmina Chwaszczyno
Die Landgemeinde Chwaszczyno bestand von 1934 bis 1954, unterbrochen durch die Besatzungszeit von 1939 bis 1945. Sie umfasste die Orte Bojano, Chwaszczyno, Dobrzewino, Kielno, Koleczkowo, Kolonja, Osowa, Wiczlino und Wielki Kack.

## Verkehr
In Chwaszczyno befindet sich ein bedeutender Knoten des Straßenverkehrs der Dreistadt (Trójmiasto), hier kreuzen sich die Schnellstraßen S6/S7 mit der Landesstraße DK20 und der Woiwodschaftsstraße DW218.
Fernbahnhöfe können in Gdynia, Sopot und mehreren Danziger Stadtteilen erreicht werden.
Der nächste internationale Flughafen Danzig ist nur wenige Kilometer entfernt.